# Louvres
Pour les articles homonymes, voir Louvre.
Louvres est une commune française située dans le département du Val-d'Oise en région Île-de-France.
Ses habitants sont les Lupariens ou Lupariennes.

## Géographie

### Localisation
Louvres se situe en plaine de France, au nord de l'intersection de l'ancienne route nationale 17 avec la Francilienne, à proximité immédiate de l'aéroport Roissy-Charles-de-Gaulle dont l'emprise commence à deux kilomètres du centre-ville, et à vingt-quatre kilomètres au nord-nord-est de Paris.

### Communes limitrophes
Les communes limitrophes sont au nombre de huit. Puiseux-en-France partage avec Louvres la vaste zone pavillonnaire au nord de la gare. La limite avec Villeron est matérialisée en partie par la RD 317 au nord de Louvres, et la majorité de la limite est de la commune donne également sur Villeron en raison d'une étroite bande de terrain qui s'insère entre Chennevières-lès-Louvres et Louvres. Ensuite, la limite commune avec Épiais-lès-Louvres, perpendiculaire à la Francilienne, ne dépasse guère 350 m. Au sud de la Francilienne et à l'est de la RD 317, se situe le secteur fret de l'aéroport, sur la commune de Roissy-en-France. À l'ouest de la RD 317, le territoire communal de Louvres s'étend nettement au-delà de la Francilienne, et l'agglomération de Goussainville s'arrête exactement à la ligne de partage entre cette commune et Louvres à l'est et au nord.
| Puiseux-en-France   | Marly-la-Ville   | Villeron                 |
| Fontenay-en-Parisis | Louvres          | Chennevières-lès-Louvres |
| Goussainville       | Roissy-en-France | Épiais-lès-Louvres       |

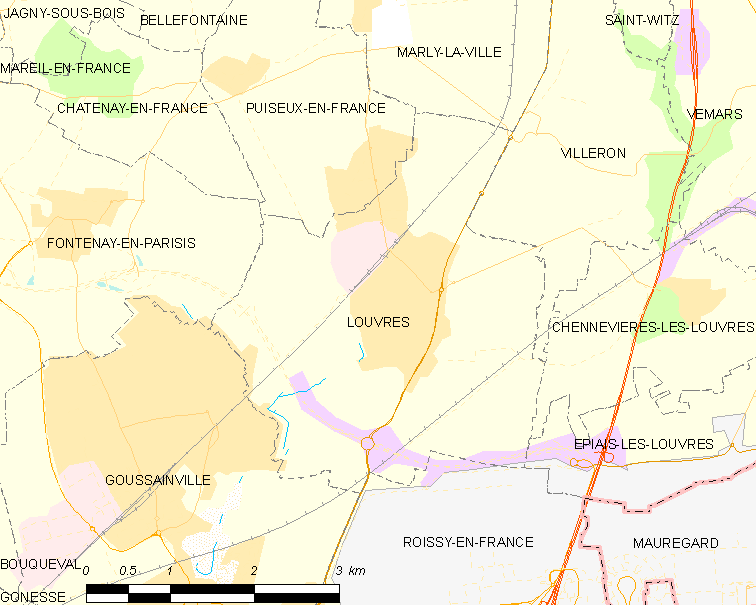
Carte de la commune.
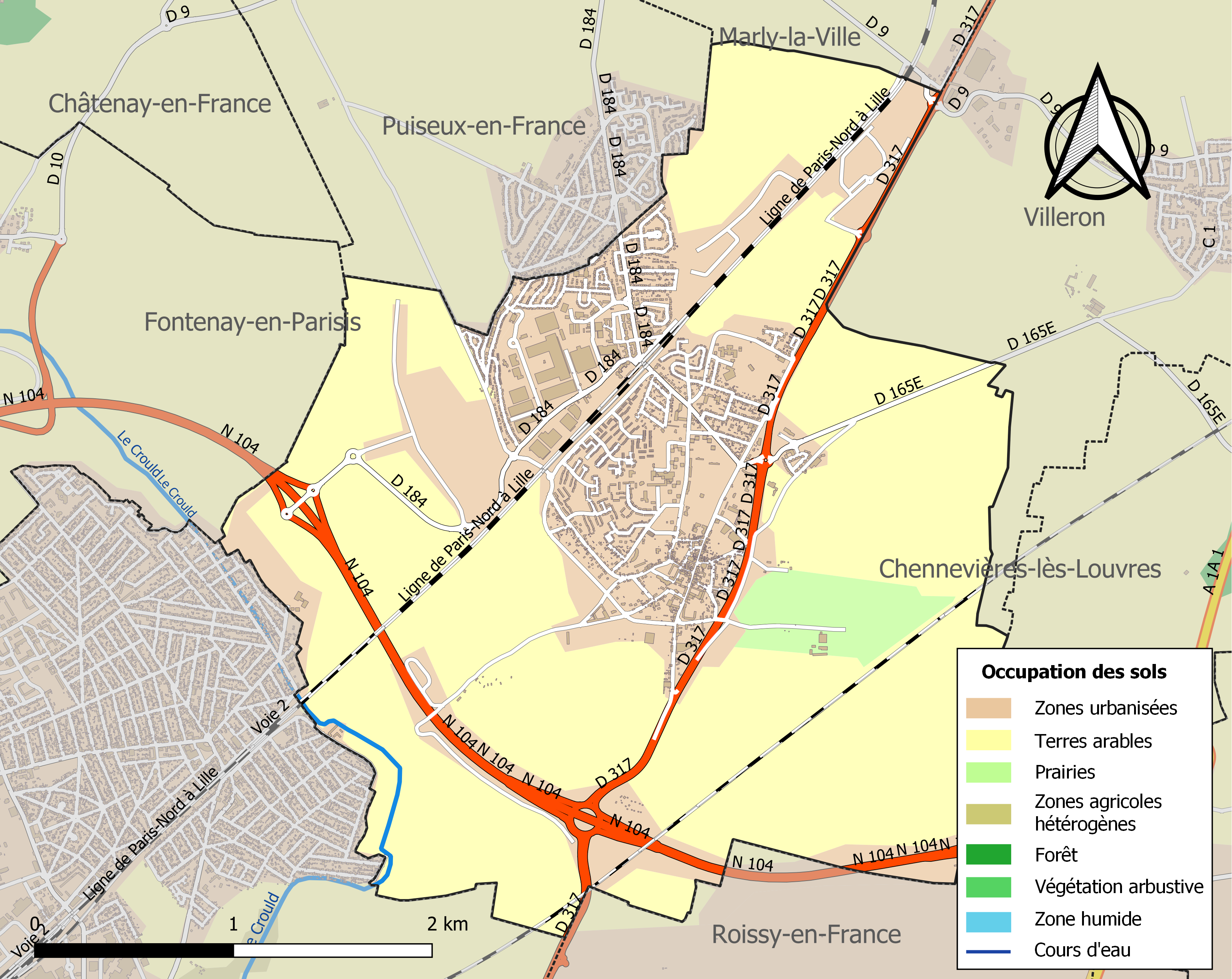
Occupation des sols

### Topographie et relief

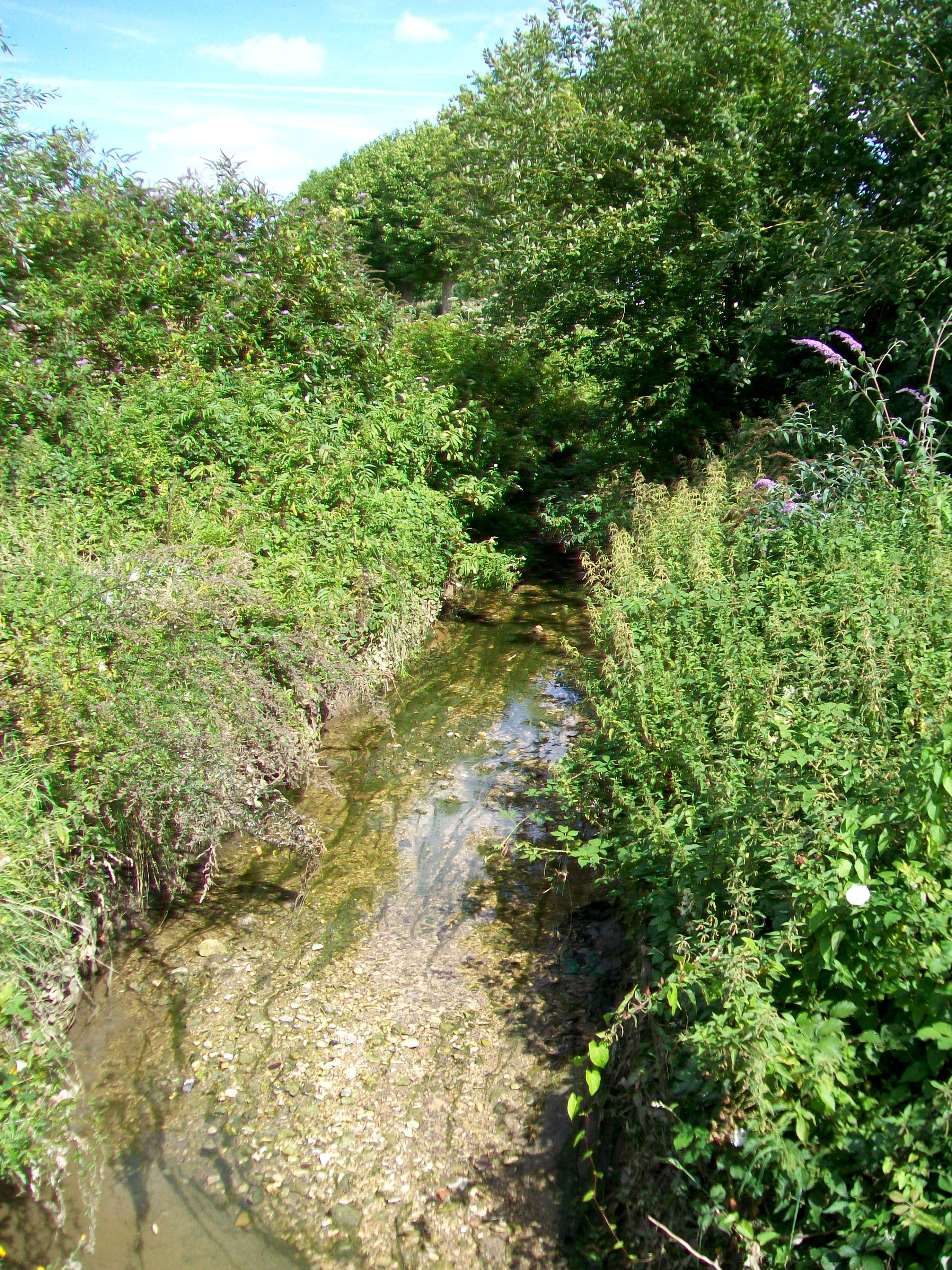
Ruisseau « le Rhin ».

Le centre ville ancien, sur l'ancien tracé de la RD 317, est bâti dans une cuvette en plaine de France, à une altitude comprise entre 70 m et 90 m. Les quartiers à l'ouest et au nord sont établis à flanc de coteau, et l'altitude dépasse les 100 m aux limites de l'agglomération. Le point culminant de Louvres à 126 m d'altitude se trouve au nord, en pleins champs, près de Puiseux. L'ancienne route nationale, orientée dans un sens nord-sud, reste la rue principale du bourg. Le tracé actuel de la RD 317 contourne Louvres à l'est, à peu de distance des dernières maisons. La LGV Nord traverse le territoire communal dans un sens nord-est - sud-ouest. À proximité de cette infrastructure, à l'est du bourg, un ruisseau prend sa source : le Croult, nommé ici le Rhin avant qu'il ne rejoigne Goussainville. Le Rhin coule d'abord en direction de l'ouest, puis dérive vers le sud-est au fond d'un vallon. Ici se trouve le site archéologique d'Orville, d'après le nom d'un ancien château, tout près de la Francilienne. Jusqu'à cette dernière, subsiste un vieux chemin dans le vallon du ruisseau qui allait jusqu'à Saint-Denis (Seine-Saint-Denis). Il passe à côté d'anciennes carrières partiellement souterraines, qui gardent encore des cheminées d'aération du temps qu'elles servaient de champignonnières. La commune de Louvres ne conserve plus d'espaces naturels notables. En dehors de l'agglomération et de la zone industrielle qui est localisée de l'autre côté de la voie ferrée.

### Climat
Pour des articles plus généraux, voir Climat de l'Île-de-France et Climat du Val-d'Oise.
En 2010, le climat de la commune est de type climat océanique dégradé des plaines du Centre et du Nord, selon une étude du CNRS s'appuyant sur une série de données couvrant la période 1971-2000. En 2020, Météo-France publie une typologie des climats de la France métropolitaine dans laquelle la commune est exposée à un climat océanique altéré et est dans la région climatique  Sud-ouest du bassin Parisien, caractérisée par une faible pluviométrie, notamment au printemps (120 à 150 mm) et un hiver froid (3,5 °C). 
Pour la période 1971-2000, la température annuelle moyenne est de 11,1 °C, avec une amplitude thermique annuelle de 14,9 °C. Le cumul annuel moyen de précipitations est de 700 mm, avec 11,4 jours de précipitations en janvier et 8,1 jours en juillet. Pour la période 1991-2020, la température moyenne annuelle observée sur la station météorologique la plus proche, située sur la commune de Roissy-en-France à 5 km à vol d'oiseau, est de 12,1 °C et le cumul annuel moyen de précipitations est de 694,3 mm,. Pour l'avenir, les paramètres climatiques de la commune estimés pour 2050 selon différents scénarios d'émission de gaz à effet de serre sont consultables sur un site dédié publié par Météo-France en novembre 2022.
| Mois                                  | jan.             | fév.             | mars          | avril           | mai            | juin           | jui.           | août           | sep.           | oct.            | nov.            | déc.             | année      |
| ------------------------------------- | ---------------- | ---------------- | ------------- | --------------- | -------------- | -------------- | -------------- | -------------- | -------------- | --------------- | --------------- | ---------------- | ---------- |
| Température minimale moyenne (°C)     | 2,3              | 2,3              | 4,5           | 6,7             | 10             | 13,1           | 15,1           | 15             | 12,1           | 9,2             | 5,4             | 2,9              | 8,2        |
| Température moyenne (°C)              | 4,7              | 5,3              | 8,3           | 11,2            | 14,6           | 17,8           | 20,1           | 20,1           | 16,6           | 12,7            | 8,1             | 5,2              | 12,1       |
| Température maximale moyenne (°C)     | 7                | 8,2              | 12,2          | 15,8            | 19,3           | 22,6           | 25,1           | 25,1           | 21,1           | 16,2            | 10,7            | 7,5              | 15,9       |
| Record de froid (°C) date du record   | −17,8 17.01.1985 | −12,4 07.02.1991 | −9,1 13.03.13 | −3,9 12.04.1986 | 0,3 03.05.1981 | 2,6 01.06.1975 | 7,3 15.07.1977 | 6,1 25.08.1980 | 2,4 19.09.1977 | −3,1 30.10.1985 | −8,1 23.11.1998 | −10,6 29.12.1996 | −17,8 1985 |
| Record de chaleur (°C) date du record | 16 27.01.03      | 20,5 27.02.19    | 25,3 31.03.21 | 28,6 20.04.18   | 31,9 27.05.05  | 36,5 27.06.11  | 41,4 25.07.19  | 39 12.08.03    | 35 08.09.23    | 28,9 01.10.11   | 21,2 08.11.15   | 17,3 16.12.1989  | 41,4 2019  |
| Ensoleillement (h)                    |                  | 916              | 1 396         | 1 967           | 2 183          | 2 112          | 2 406          | 2 149          | 1 786          | 1 123           | 693             | 615              |            |
| Précipitations (mm)                   | 57,2             | 48               | 49,8          | 47,8            | 66,5           | 61,9           | 59,9           | 57,8           | 50             | 60,1            | 60,4            | 74,9             | 694,3      |

## Urbanisme

### Typologie
Au 1er janvier 2024, Louvres est catégorisée centre urbain intermédiaire, selon la nouvelle grille communale de densité à sept niveaux définie par l'Insee en 2022.
Elle appartient à l'unité urbaine de Louvres, une agglomération intra-départementale regroupant deux  communes, dont elle est ville-centre,,. Par ailleurs la commune fait partie de l'aire d'attraction de Paris, dont elle est une commune de la couronne,. Cette aire regroupe 1 929 communes,.

### Habitat
| Logements                                        | Nombre en 2016 | % en 2016 | nombre en 2011 | % en 2011 |
| ------------------------------------------------ | -------------- | --------- | -------------- | --------- |
| Total                                            | 3 893          | 100 %     | 3 619          | 100 %     |
| Résidences principales                           | 3 715          | 95,4 %    | 3 445          | 95,2 %    |
| → Dont HLM                                       | 647            | 17,4 %    | 641            | 18,6 %    |
| Résidences secondaires et logements occasionnels | 21             | 0,5 %     | 20             | 0,6 %     |
| Logements vacants                                | 157            | 4,0 %     | 154            | 4,3 %     |
| Dont :                                           |                |           |                |           |
| → maisons                                        | 2 225          | 57,1 %    | 2 182          | 60,3 %    |
| → appartements                                   | 1 612          | 41,4 %    | 1 401          | 38,7 %    |

### Projets
La municipalité dirigée par Guy Messager  a lancé la réalisation d'un écoquartier géant dont le chantier doit durer jusqu'en 2028 et destiné à accueillir près de 3 400 logements répartis sur trois sites de Louvres et Puiseux-en-France, afin de loger notamment les salariés de la plate-forme aéroportuaire de Roissy-CDG. Ce projet est mené par l'aménageur Grand Paris Aménagement et compte déjà 1 010 logements livrés, dont 30 % de logements sociaux, malgré de l'arrêt de l'aide financière de l'État destinées aux villes batisseuses intervenu en 2016 et qui auraut du représenter entre 1 et 1,5 M€.

### Voies de communication et transports

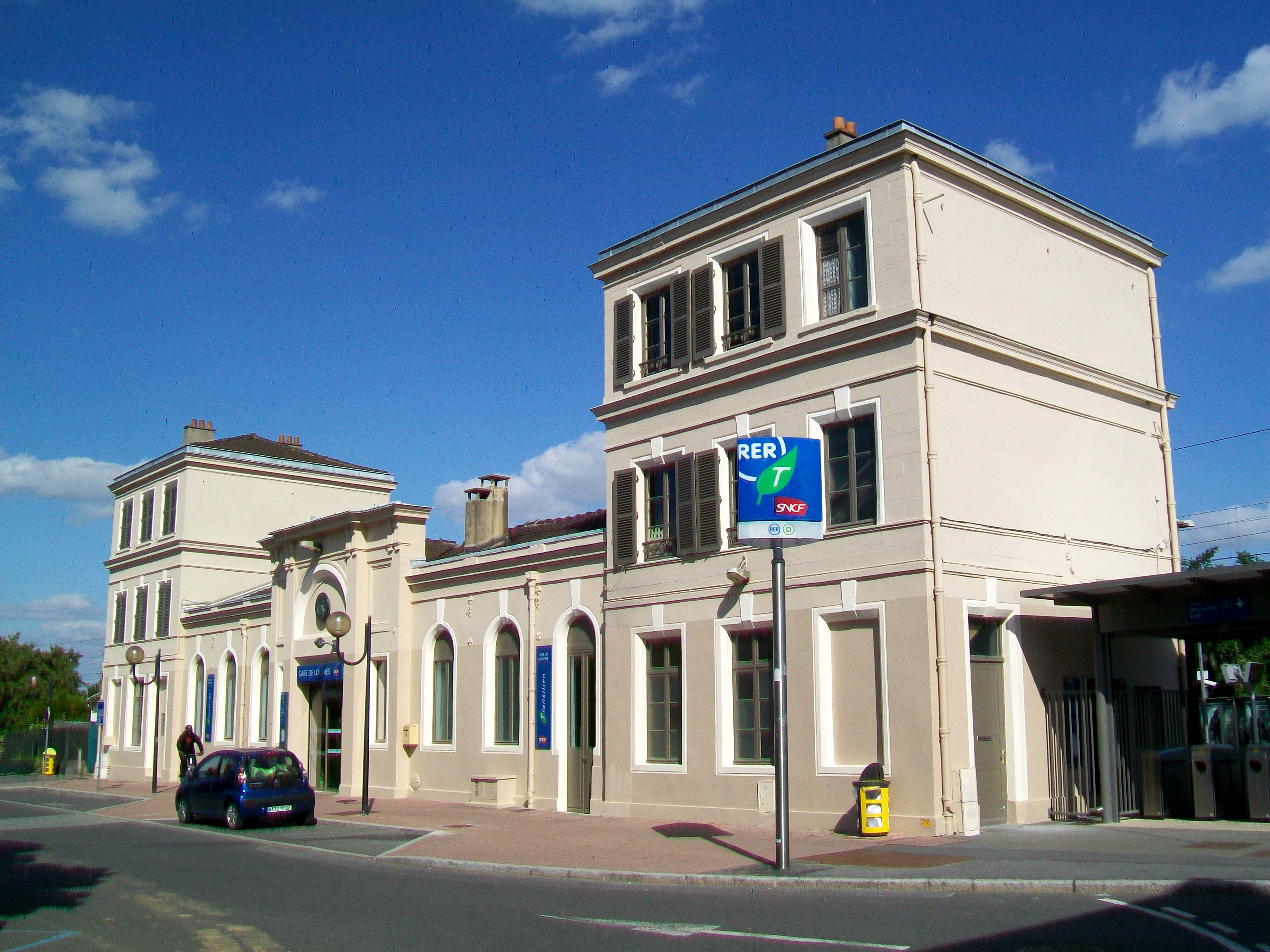
Gare RER de Louvres.

Deux routes importantes passent à côté de Louvres : l'ex-RN 17 (actuelle RD 317), dans un sens nord-sud, et la Francilienne, dans un sens est-ouest :
La première relie la commune à Survilliers, Fosses et Senlis au nord, ainsi qu'à Roissy-en-France, l'autoroute A3 (et indirectement à l'autoroute A1), Goussainville et Gonesse au sud.
La seconde est accessible par l'échangeur sur la RD 317 et permet de rejoindre la vallée de l'Oise, l'agglomération de Cergy-Pontoise et l'aéroport de Paris-Charles-de-Gaulle.
Deux routes départementales relient Louvres aux communes voisines. La RD 184, qui a repris l'ancien tracé de la RN 17 au traversé du centre-ville, relie la commune à Puiseux-en-France et Marly-la-Ville. La RD 165E mène à Chennevières-lès-Louvres ainsi qu'à Villeron et Vémars par la RD 9. Cette dernière représente un contournement nord de Louvres et se dirige vers Fontenay-en-Parisis dans l'autre sens, au nord-ouest. Une voie communale relie Louvres directement au vieux village de Puiseux-en-France sans passer par les nouveaux quartiers. À noter qu'aucune route n'existe entre Louvres et Goussainville, bien que les deux villes ne soient éloignées que de 2,5 km : il faut passer par la RD 317 et Le Thillay et effectuer ainsi un détour de 6 km environ.
Un échangeur, atendu depuis plus de 20 ans, a été mis en service a l'été 2019 et permet de détourner les flux de circulation du centre-ville et fluidifier la circulation.
Sur le plan des transports collectifs, la ville est notamment desservi par la gare de Louvres sur le RER D. Cette gare est assez éloignée du centre-bourg (de 1,4 km environ) mais plus proche des autres quartiers. À côté de la gare, existe une gare routière desservie par l'ensemble des lignes de bus régulières concernant la commune. Sur les sept lignes au total, cinq appartiennent au réseau de bus Roissy Ouest et les deux autres sont des lignes interurbaines. Aucune ligne ne fonctionne les dimanches et jours fériés, et trois lignes seulement fonctionnent le samedi (R1 et R6 et R4 avec un itinéraire modifié).
Les lignes R5 et R6 sont des lignes circulaires assurant le service urbain : la première dessert les quartiers au sud de la voie ferrée dont notamment le centre-ville, et la seconde la zone industrielle et les quartiers au nord de la voie ferrée. Seule la R5 fonctionne le samedi. La R4 a comme destination l'aéroport, mais effectue un détour par Chennevières et Épiais. Sa fréquence est réduite. La ligne R1 assure par contre un service fréquent pour Puiseux, Marly et Fosses jusqu'à 1 h 30 du matin, du lundi au samedi. Finalement, la R7 assure la navette entre la gare et Puiseux pendant les heures de pointe. Quant aux lignes interurbaines, la ligne 701 du réseau de bus Roissy Est dessert Villeron, Vémars, Moussy-le-Neuf, Othis et Dammartin-en-Goële. Elle a comme destination finale Roissypôle. Le samedi, seule la section Louvres - Vémars est desservie, mais prend l'intitulé R4. La ligne 95.10 du réseau de bus Haut Val-d'Oise ne propose qu'un unique aller-retour par jour à destination de la gare de Louvres : depuis Louvres, l'aller-retour dans la journée n'est pas possible.

## Toponymie
Le lieu est attesté sous les formes Luvera en 632, Luvra en 652, Lupera en 860, Latvero  au XIe siècle, de Loveriis en 1096, Loveriæ  en 1097, Luveris en 1098, Luvras et Luvrigius en 1107, Lovræ en 1196, Luperas au XVe siècle.
L'étymologie du mot Louvres (cf. aussi le Louvre, Luvrea au XIIe siècle ; apud Luparam Parisius en 1222) ne fait pas l'unanimité parmi les toponymistes :
- Formation toponymique gallo-romane *LUPARA ou médiévale précoce (absence d'article défini), basée sur le latin lupus « loup », combiné avec le suffixe -ăra, d'où la signification globale d'« endroit fréquenté par les loups ». Il serait un équivalent des louvières, formations médiévales basées sur le nom du loup, mais suivi d'un suffixe différent : -aria[21].
- Formation toponymique gallo-romane *(TERRA) RUBRA, basée sur le latin classique rubra « rouge », au sens global de « terre rouge » avec dissimilation de rr+r+r en rr+l+r[22].

Quant à cette dernière hypothèse, il est à remarquer que le latin classique rubra ne semble pas s'être imposé en gallo-roman, qui ne connaît que RUBEA, dont est issu le français « rouge », et aucune trace de dissimilation dans les formes anciennes disponibles.

## Histoire
Le site de Louvres est habité depuis la Préhistoire puisqu'une occupation du lieu est attestée depuis le Paléolithique supérieur.
On n'a pas retrouvé d'habitat gaulois dense sur Louvres. En revanche, la présence gallo-romaine est attestée. Une nécropole du Bas et du Haut-Empire est en cours de fouille (2010).
Le Ve siècle est marqué par le passage des Huns. Toutefois, le village avait une certaine importance à l'époque franque, plusieurs sépultures aristocratiques richement ornées ayant été mises au jour, ainsi qu'un sanctuaire. Cinq sépultures mérovingiennes (480-520), une d'un homme et quatre de femmes, ont été découvertes en 1987 autour de la Tour Saint-Rieul. La richesse du mobilier trouvé laisse penser qu'il s'agit d'aristocrates proches de Clovis, roi des Francs.
Pour l'époque carolingienne, est attestée la présence d'un habitat étendu sur le site proche d'Orville un kilomètre à l'est de l'agglomération actuelle où se concentrait l'habitat aristocratique ainsi qu'un village modeste aux maisons de bois et de torchis abritant des agriculteurs et des artisans.
Saint Justin y fut martyrisé. La présence de deux églises (tour Saint-Rieul et église Saint-Justin) côte à côte indique également l'importance du lieu au Moyen Âge et à la Renaissance. Louvres possède également sur son sol les ruines du château d'Orville détruit en 1438.
L'état-major des armées prussiennes occupa le château en 1870.
Au début de la première Guerre Mondiale, après la bataille de Senlis, des éclaireurs ulhans allemands sont signalés à Louvres
Un bombardier américain B17 touché par la DCA allemande explosa et s'écrasa sur la voie ferrée près de Louvres le 14 juillet 1943.

Le 5 octobre 1944, un missile balistique V2 s'écrase sur Louvres.
Lors du salon de l'aéronautique du Bourget en juin 1961, un bombardier américain Convair B 58 "HUSTLER" s'est écrasé sur le remblai de la voie ferrée, lorsqu'il effectuait une démonstration.
La commune a connu une importante expansion démographique et économique depuis les années 1970 à la suite de l'ouverture de l'aéroport Roissy-Charles-de-Gaulle à proximité immédiate. Elle n'a pourtant pas altéré fort heureusement le caractère ancien du bourg.

## Politique et administration

### Rattachements administratifs et électoraux
Antérieurement à la loi du 10 juillet 1964, la commune faisait partie du département de Seine-et-Oise. La réorganisation de la région parisienne en 1964 fit que la commune appartient désormais au département du Val-d'Oise et son arrondissement de Sarcelles après un transfert administratif effectif au 1er janvier 1968.
Pour l'élection des députés, elle fait partie de la neuvième circonscription du Val-d'Oise.
Elle faisait partie de 1801 à 1967 du canton de Luzarches du département de Seine-et-Oise. Lors de la mise en place du Val-d'Oise, elle est rattachée au canton de Gonesse puis, en 1976, au canton de Goussainville. Dans le cadre du redécoupage cantonal de 2014 en France, ce canton, dont la commune est toujours membre, est modifié, passant de 2 à 9 communes.
Louvres fait partie de la juridiction d’instance de Gonesse, et de grande instance ainsi que de commerce de Pontoise,.

### Intercommunalité
La ville était membre de la communauté d'agglomération Roissy Porte de France, créée en 1994.
Dans le cadre de la mise en œuvre de la loi MAPAM du 27 janvier 2014, qui prévoit la généralisation de l'intercommunalité à l'ensemble des communes et la création d'intercommunalités de taille importante, capables de dialoguer avec la métropole du Grand Paris, cette intercommunalité a fusionné avec la communauté d'agglomération Val de France, en intégrant d'autres communes pour former le 1er janvier 2016 la communauté d'agglomération Roissy Pays de France, destinée notamment à favoriser la péréquation des richesses générées par la plate-formé aéroportuaire de Roissy.
C'est ainsi que Louvres est désormais membre de la communauté d'agglomération Roissy Pays de France.

### Tendances politiques et résultats
Lors du premier tour des élections municipales de 2014 dans le Val-d'Oise, la liste MoDem conduite par le maire sortant Jean-Marie Fossier remporte la majorité absolue des suffrages avec 1 885 voix (59,82 %, 24 conseillers municipaux élus dont 3 communautaires) , devançant très  largement les listes menées respectivement par : 

- Eddy Thoreau (PS-PCF-EELV, 1 095 vois, 34,75 %, 5 conseillers municipaux élus dont 1 communautaire) ;

- Patrick Gayraud  (EXG, 171 voix, 5,42 %, pas d'élus).

Lors de ce scrutin, 49,58 % des électeurs se sont abstenus. 	
Lors du second tour des élections municipales de 2020 dans le Val-d'Oise,, la liste DVG menée par Eddy Thoreau remporte la majorité absolue, avec 1 227 voix (55,72 %, 26 conseillers municipaux élus dont 2 communautaires), devançant significativement celle DVC menée par Frédéric Navas — qui bénéficiait de la fusion avec la liste DIV  du 1er tour menée par Brandy Boloko —, qui a obtenu 975 voix, 44,27 %, 	7 conseillers municipaux élus).

Lors de ce scrutin marqué par la pandémie de Covid-19 en France, 64,21 % des électeurs se sont abstenus,.

### Liste des maires
| Période                                  | Période                   | Identité             | Étiquette               | Qualité |
| ---------------------------------------- | ------------------------- | -------------------- | ----------------------- | --- |
| Les données manquantes sont à compléter. |                           |                      |                         | |
| mai 1925                                 |                           | M. Guilbert          |                         | |
| avant 1944                               |                           | Georges Sainte-Beuve |                         | |
| Les données manquantes sont à compléter. |                           |                      |                         | |
| 1960                                     | octobre 1982 (décès)      | Jules Fossier        |                         | Agriculteur |
| décembre 1982                            | décembre 2012             | Guy Messager         | DVD puis UDF puis MoDem | Retaité Conseiller général de Goussainville (1985 → 1988 puis 2001 → 2008) Démissionnaire                        |
| décembre 2012                            | juillet 2020              | Jean-Marie Fossier   | MoDem                   | Agriculteur, petit-fils de Jules Fossier Conseiller communautaire délégué CA Roissy Pays de France (2016 → 2020) |
| juillet 2020                             | En cours (au 10 mai 2021) | Eddy Thoreau         | DVG                     | Retraité |

### Jumelages
Louvres est jumelée avec la commune suivante : 
- Bad Sobernheim (Allemagne), en  Rhénanie-Palatinat

## Population et société

### Démographie
L'évolution du nombre d'habitants est connue à travers les recensements de la population effectués dans la commune depuis 1793. Pour les communes de plus de 10 000 habitants les recensements ont lieu chaque année à la suite d'une enquête par sondage auprès d'un échantillon d'adresses représentant 8 % de leurs logements, contrairement aux autres communes qui ont un recensement réel tous les cinq ans,.

En 2022, la commune comptait 12 226 habitants, en évolution de +18,88 % par rapport à 2016 (Val-d'Oise : +4 %, France hors Mayotte : +2,11 %).
| 1793  | 1800  | 1806 | 1821 | 1831 | 1836 | 1841 | 1846 | 1851 |
| ----- | ----- | ---- | ---- | ---- | ---- | ---- | ---- | ---- |
| 1 050 | 1 003 | 941  | 951  | 939  | 909  | 926  | 932  | 909  |

| 1856 | 1861 | 1866  | 1872  | 1876  | 1881  | 1886 | 1891  | 1896  |
| ---- | ---- | ----- | ----- | ----- | ----- | ---- | ----- | ----- |
| 939  | 994  | 1 059 | 1 011 | 1 036 | 1 046 | 995  | 1 057 | 1 086 |

| 1901  | 1906  | 1911  | 1921  | 1926  | 1931  | 1936  | 1946  | 1954  |
| ----- | ----- | ----- | ----- | ----- | ----- | ----- | ----- | ----- |
| 1 083 | 1 254 | 1 186 | 1 267 | 1 414 | 1 810 | 1 973 | 1 924 | 2 283 |

| 1962  | 1968  | 1975  | 1982  | 1990  | 1999  | 2006  | 2011  | 2016   |
| ----- | ----- | ----- | ----- | ----- | ----- | ----- | ----- | ------ |
| 2 311 | 3 355 | 7 961 | 7 385 | 7 508 | 8 797 | 8 896 | 9 553 | 10 284 |

| 2021   | 2022   | - | - | - | - | - | - | - |
| ------ | ------ | - | - | - | - | - | - | - |
| 12 083 | 12 226 | - | - | - | - | - | - | - |

### Enseignement
Un nouveau groupe scolaire de 18 classes, destiné notamment à accueillir les enfants de l'écoquartier, a été livré en 2018,.

### Sécurité
La brigade  de gendarmerie de Louvres compte 34 militaires en 2019, année où Louvres et Fosses sont classés « quartier de reconquête républicaine », dispositif qui vise notamment à lutter contre les trafics, et dont le territoire s'inscrit dans les limites de la ZSP (zone de sécurité prioritaire), et qui permettra d'augmenter les effectifs de 10 gendarmes qui s'ajouteront aux 32 de la brigade de Fosses, dans une perspective de forte croissance de la population induite par la construction de l'écoquartier.

## Culture locale et patrimoine

### Lieux et monuments
Louvres compte quatre monuments historiques inscrits ou classés sur son territoire.
- Église Saint-Justin, rue Saint-Justin et rue des Deux-Églises (classée Monument historique en 1914[44]).

La partie centrale de la façade occidentale est l'élément le plus ancien de l'édifice, dont le portail roman à double ébrasement de la fin du XIe siècle. Son décor démontre le rattachement à l'atelier du prieuré Saint-Martin-des-Champs de Paris, dont effectivement l'église dépendait. Le portail est surmonté d'une baie également romane.
La nef centrale comporte également des vestiges du XIe siècle, mais l'église romane primitive a été remplacé par une construction plus vaste dès le siècle suivant. En subsistent quatre piles rectangulaires à colonnes cantonnées. Puis la nef a été reconstruite au milieu du XVIe siècle, probablement sous la direction du maître-maçon Nicolas de Saint-Michel, qui signa la plupart des transformations Renaissance des églises du pays de France. Cette nef actuelle comporte cinq travées et s'accompagne de bas-côtés au nord et au sud. Le chevet plat est éclairé par une vaste baie, non visible depuis la rue car une maison jouxte directement l'église à l'est. Les façades du bas-côté nord sont ornées de décors sculptés finement ciselés.
À l'intérieur, les voûtes aux dessins variés et nervures compliquées présentent des clefs de voûte pendantes, dont celle de la troisième travée (de 1550 environ) est de dimensions exceptionnelles. En outre, les trois piliers ronds entre la nef et le bas-côté nord sont remarquables, avec des chapiteaux richement sculptés de 1540 environ.
Les fonts baptismaux datent de la même époque.
L'église Saint-Justin n'a jamais possédé de clocher, sans doute en raison de la proximité avec l'église Saint-Rieul,,.
- Tour Saint-Rieul, rue Saint-Justin et rue des Deux-Églises (classée Monument historique en 1914[48]). L'ancienne église, construite à la fin du XIe et au début du XIIe siècle, comprenait un chœur et un clocher dans le style roman. Cependant, les différents sondages archéologiques effectués ont permis de mettre au jour les fondations de bâtiments plus anciens d’époque mérovingienne, carolingienne et pré-romane.

Au cours du XVIIe siècle, un collatéral est adjoint à l’église romane.
Désaffectée à la Révolution, la majeure partie du bâtiment est probablement détruite au début du XIXe siècle. Le clocher et une partie du transept subsistant servent alors de prison jusqu'en 1872. Vidocq y fut enfermé en 1805,.
- Ferme de la rue aux Blés et de la rue du Milton (inscrite Monument historique par arrêté en 2000[51]).

La ferme actuelle, toujours en exploitation et vouée exclusivement à la culture, a été construite dans le seconde moitié XVIIIe siècle, mais des sondages archéologiques ont démontré la présence d'une ferme en ce lieu depuis au moins le Moyen Âge.
Au début du XIXe siècle, la ferme appartient à la famille Boula de Coulombiers, puis à la famille Boula de Mareuil, habitant le château de Louvres.
Le vaste logis à l'ouest de la cour témoigne de la richesse des sols et de la prospérité des propriétaires. La grange au sud de la cour date encore de la fin du XVIe siècle et conserve son porche surmonté d'un pignon au centre de la façade. Le local au-dessus du porche servait de pigeonnier et compte 750 boulins carrés. Sinon, la transformation en garage pour machines agricoles a lourdement modifié l'aspect de l'ancienne grange. Les pignons à l'ouest et à l'est sont appuyés par des contreforts ; le pignon est étant visible depuis la rue du Milton. Dans son ensemble, la ferme de la rue aux Blés et de la rue du Milton reste l'une des plus belles fermes du pays.
- Porte de l'ancien Hôtel-Dieu, 26 rue de Paris (classée Monument historique en 1924[53]). L'Hôtel-dieu de Louvres était une fondation de Blanche de Castille et de son fils Saint Louis et survécut à la Révolution.

En 1798, il fut réuni à la léproserie sous le nom de nouvel hospice civil. Il ne ferma qu'en 1847 quand un nouvel hospice fut mis en service au 33 rue de Paris. À la suite de la vente de l'ancien Hôtel-dieu à un marchand de pierres, il fut démoli à l'exception de la porte.
À double ébrasement et surmonté d'un arc de décharge en tiers-point dans le style gothique, le portail comporte au milieu un linteau supporté par un gnome (à droite) et une tête d'un homme barbu (à gauche), représentant peut-être un malade face à la toute-puissante médecine.

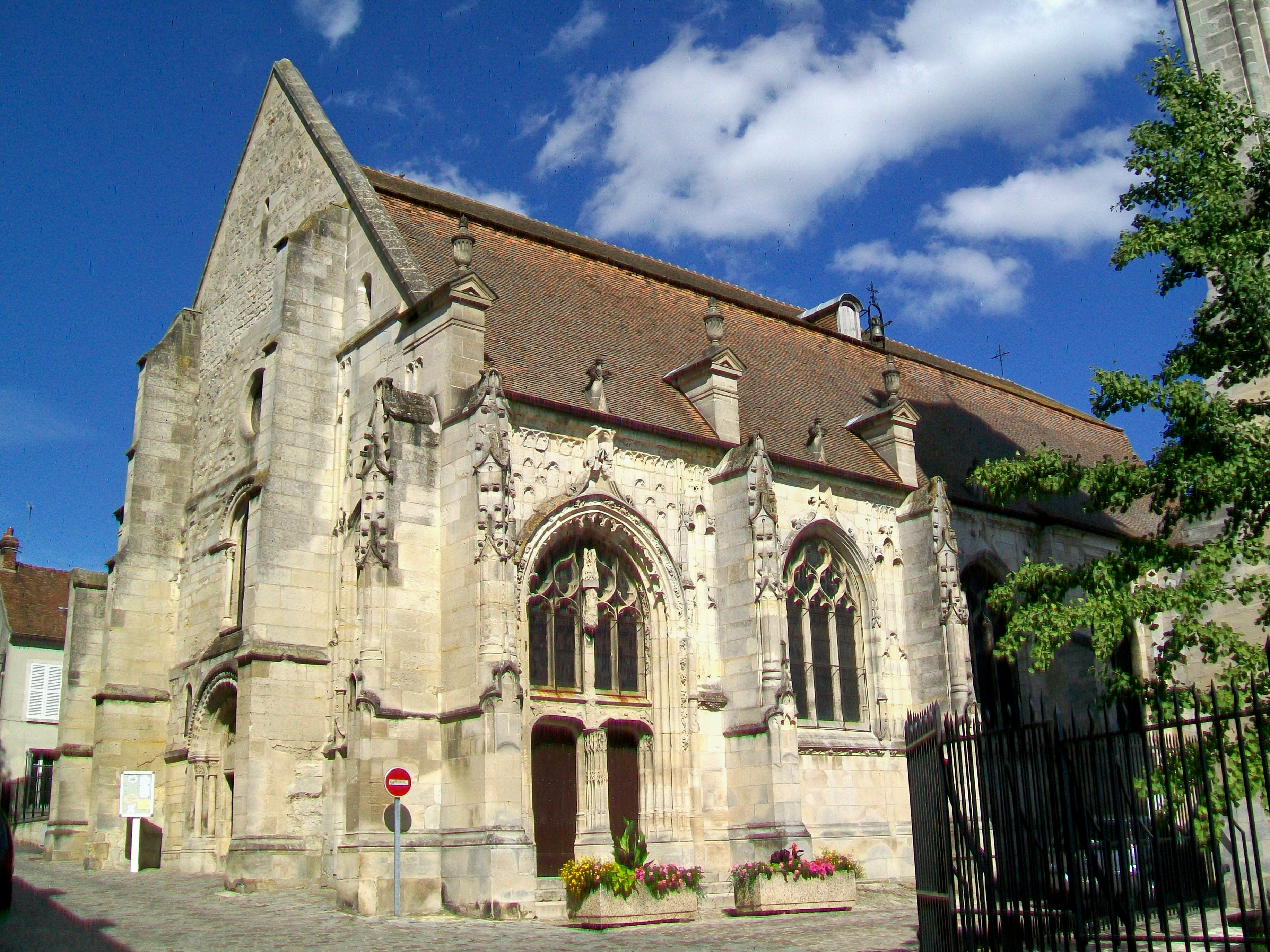
Vue d'ensemble de l'église depuis le sud-ouest, rue Saint-Justin.
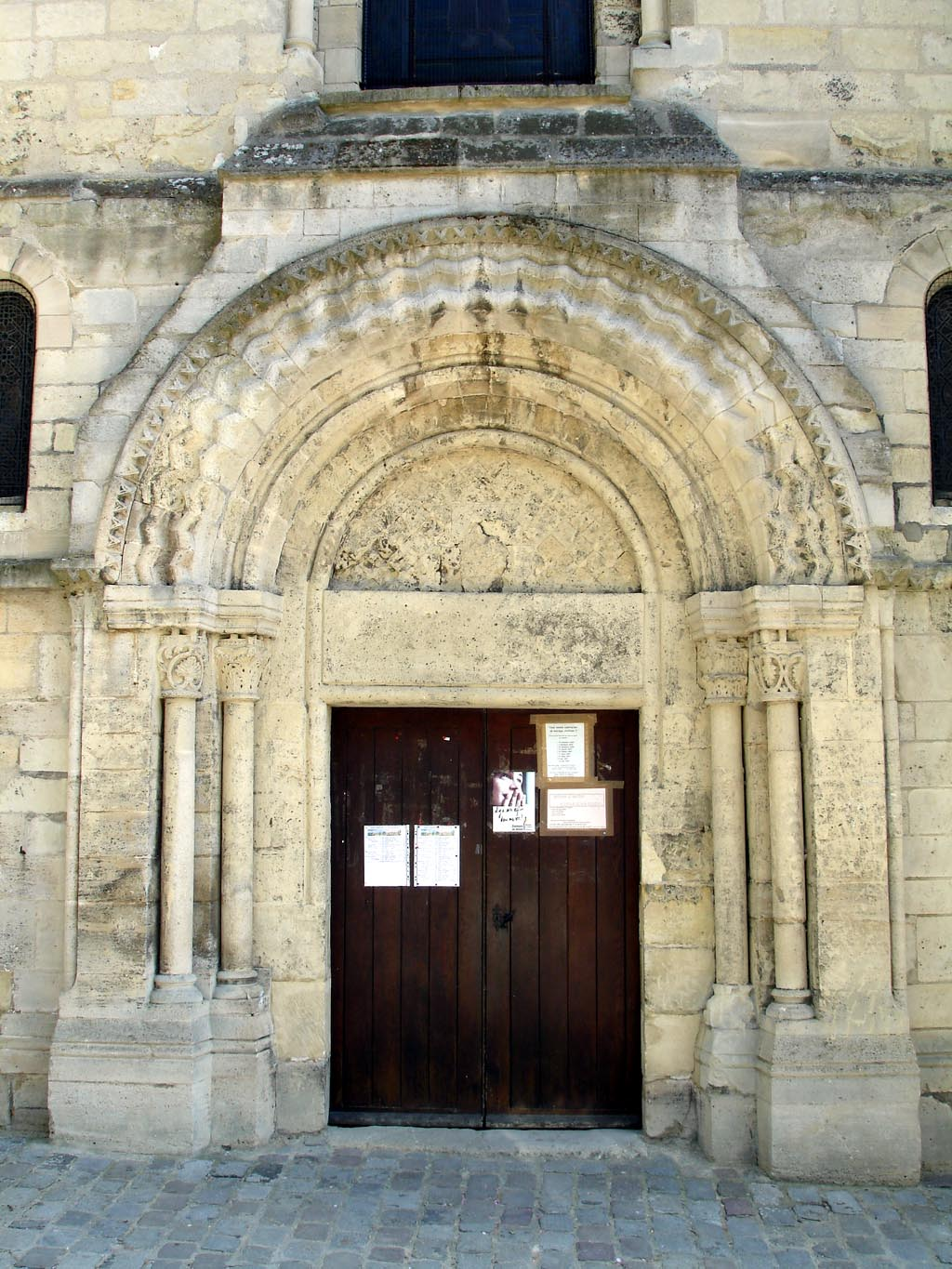
Le portail roman de l'église Saint-Justin.
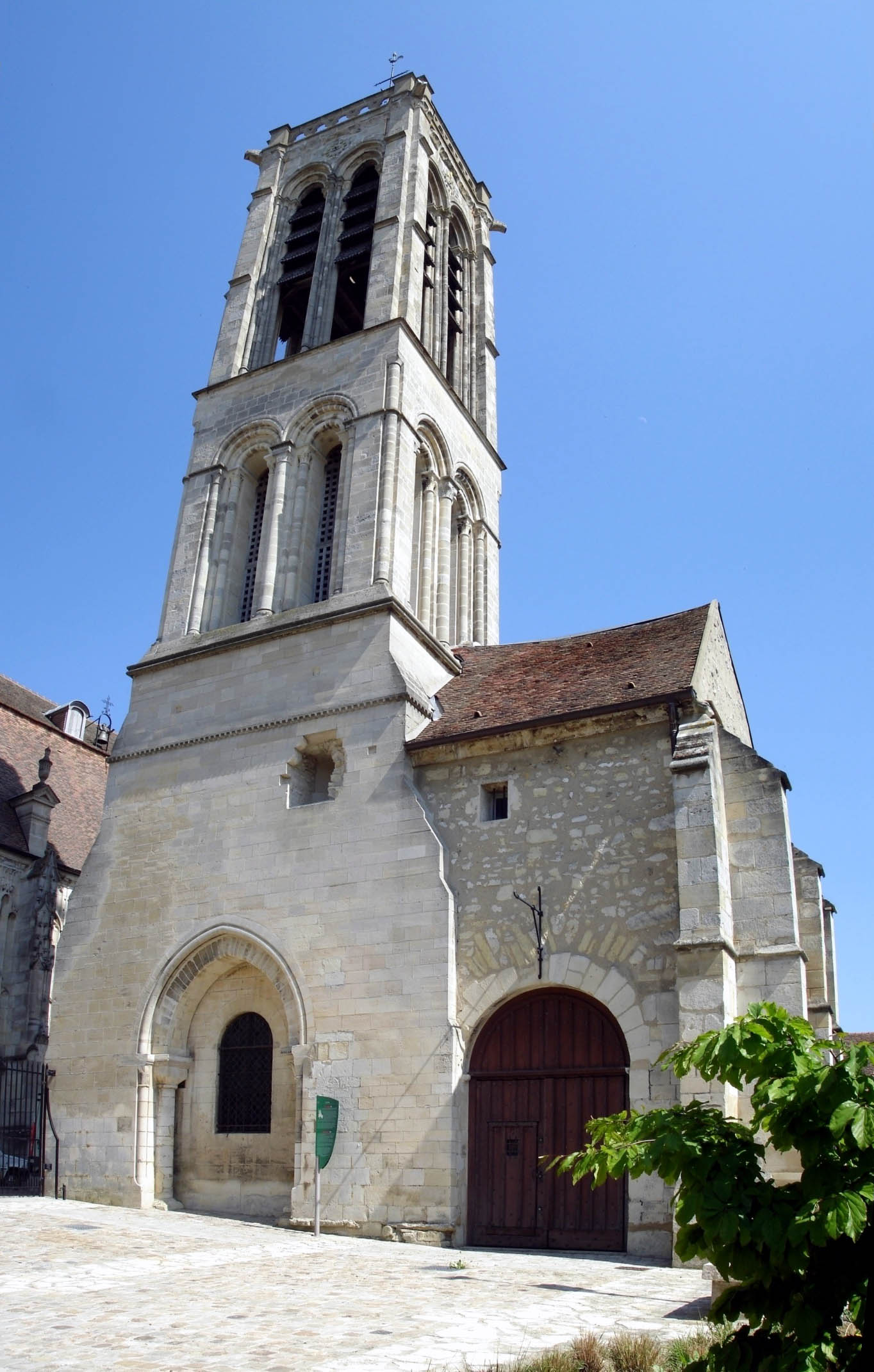
La tour Saint-Rieul, vestige de l'église du même nom, rue Saint-Justin.
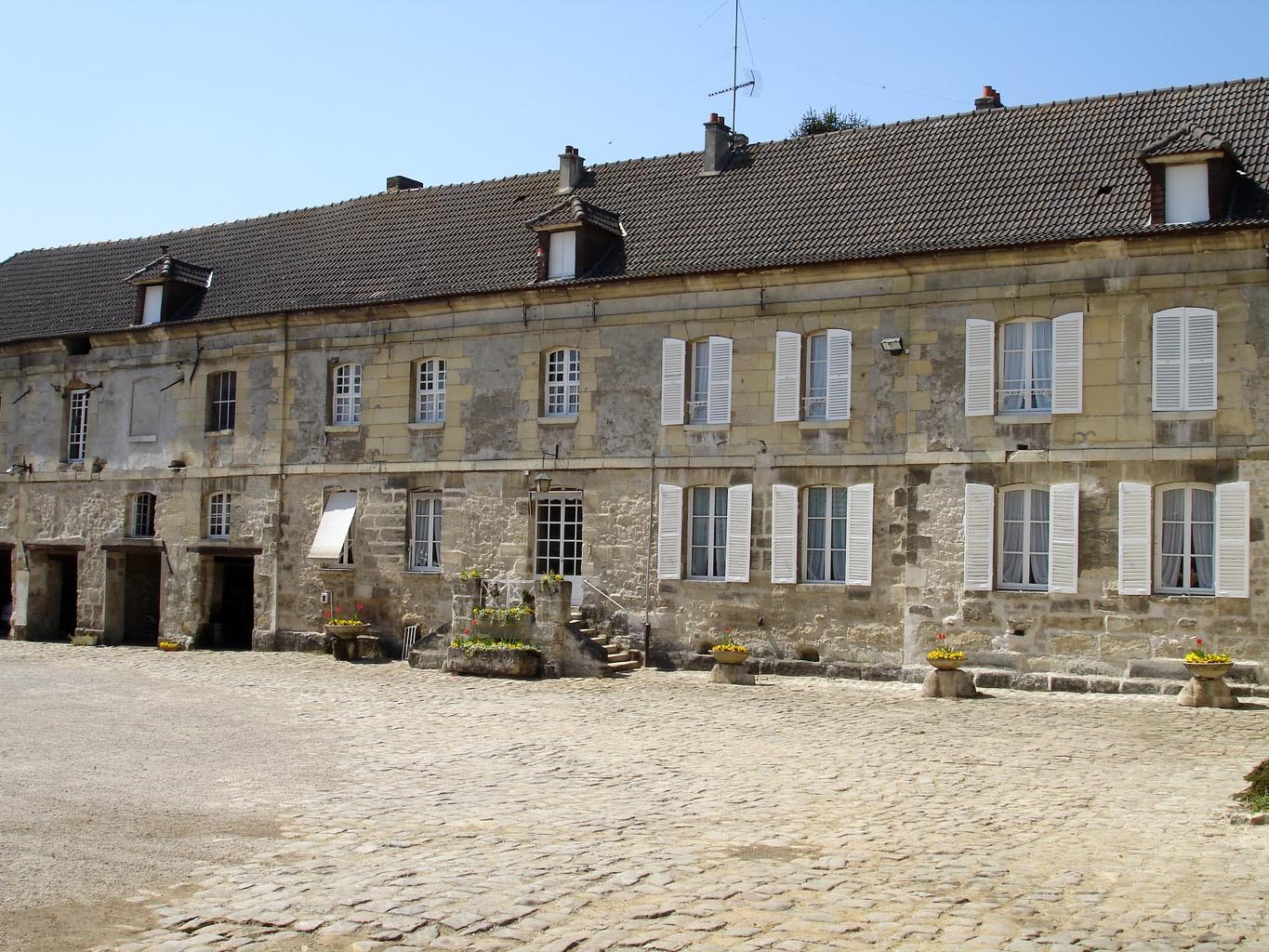
Le logis du XVIIIe siècle de la ferme de la rue aux Blés.
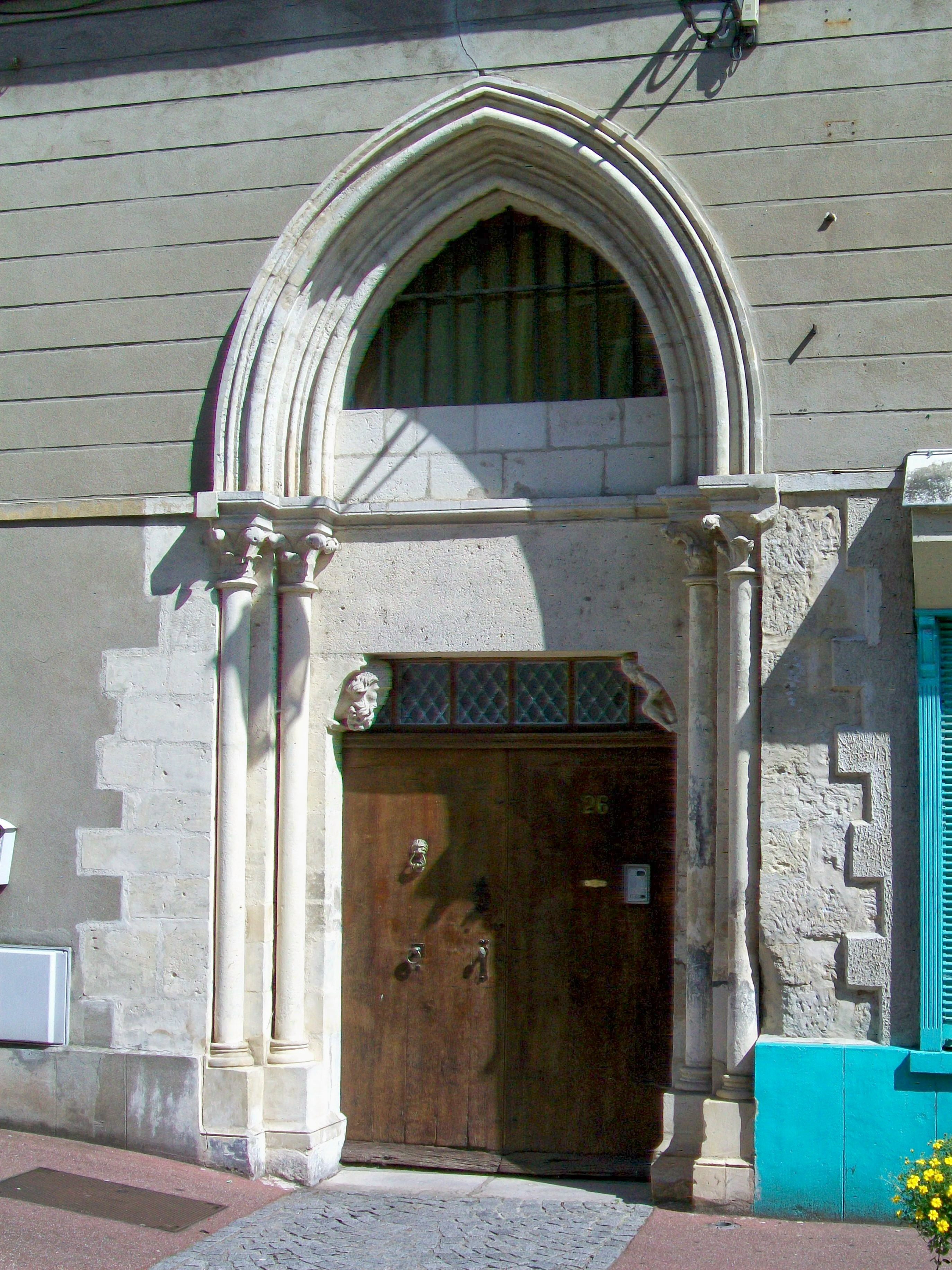
Porte de l'ancien Hôtel-dieu de Louvres, du XIIIe siècle, au 26 rue de Paris.

On peut également noter, du nord vers le sud :
- la maison Sainte-Beuve, 82 rue de Paris (pas de lien avec Charles-Augustin Sainte-Beuve) : Hôtel particulier de 1860, construit en briques rouges avec des chaînages et décor en pierre de taille et un toit à la Mansart.

Le dernier représentant de la famille Sainte-Beuve habitant la demeure fut Georges Sainte-Beuve, maire de Louvres en 1944. L'hôtel abrite aujourd'hui une communauté de religieuses de l'ordre de Saint-Méen et sert également de maison paroissiale ;
- le cimetière : il se situe en cet endroit au moins depuis le XVIIIe siècle[56] et conserve encore des tombes de la première moitié du XIXe siècle, dont plusieurs sont remarquables. La croix de cimetière date de 1851[57]

L'on notera le mausolée des seigneurs de Louvres, de forme carrée et reposant sur quatre colonnes. Le dernier seigneur de Louvres, Alexandre Jean Boula de Mareuil, décédé le 11 septembre 1796 ; Antoine Jean Boula de Mareuil, dernier possesseur du château décédé en 1825 ; Antoinette Marguerite Joseph Boulas de Mareuil, décédée en 1813 ; et Marc Antoine de la Maye de Bazinville y sont inhumés.
La sépulture des familles Mongrolle et trois autres tombes présentent la forme d'un sarcophage, aujourd'hui inhabituelle ;
- le monument aux morts se trouve également au cimetière, à l'extrémité est. L'obélisque a été érigé dès 1887 pour l'unique soldat de Louvres victime de l'expédition du Tonkin. La sculpture du poilu debout, barrant de son fusil la route des invasions, est un monument en série de Charles-Henri Pourquet, choisie sur catalogue et intitulée Résistance. Elle a été inaugurée le 1er novembre 1920[60] ;
- rue du Milton : cette voie la plus ancienne du bourg a conservé son aspect médiéval avec son pavage ancien, ses bornes chasse-roue et ses vieux murs. À l'endroit où la rue décrit un angle droit, elle continuait jadis en direction du sud et était l'une des voies d'accès au village, dont subsistent la rue d'Orville et le chemin vicinal ordinaire no 4 de Goussainville à Louvres. Ici se situe le colombier-porche d'une ferme qui a son entrée principale au 35 rue de Paris. Au premier étage, le bâtiment du début du XVIIe siècle abrite une pièce d'habitation avec un graffiti de 1873, et au second étage, subsistent les boulins pour la nidification des pigeons[61] ;

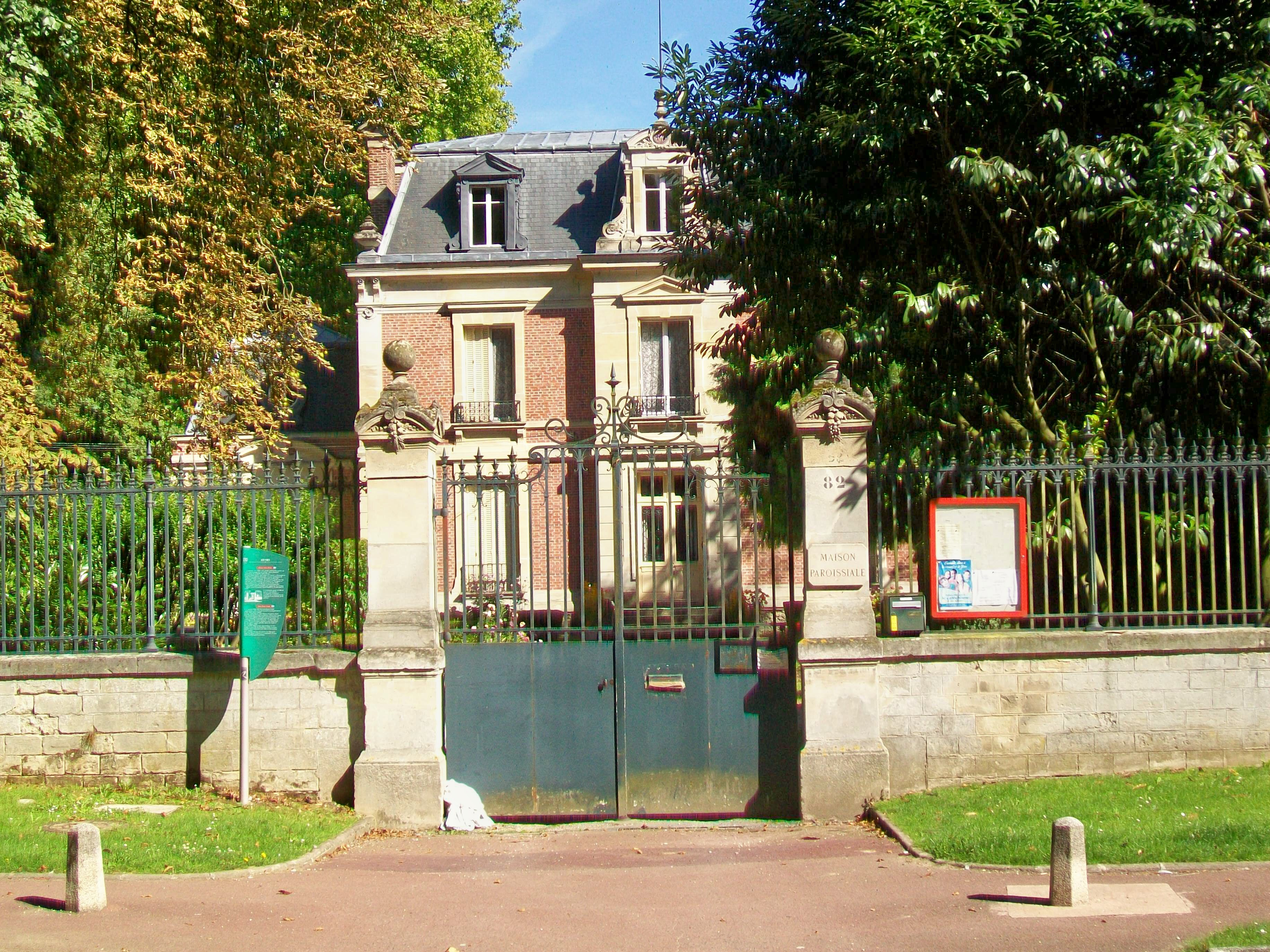
La maison Sainte-Beuve de 1860, actuelle maison paroissiale, rue de Paris.
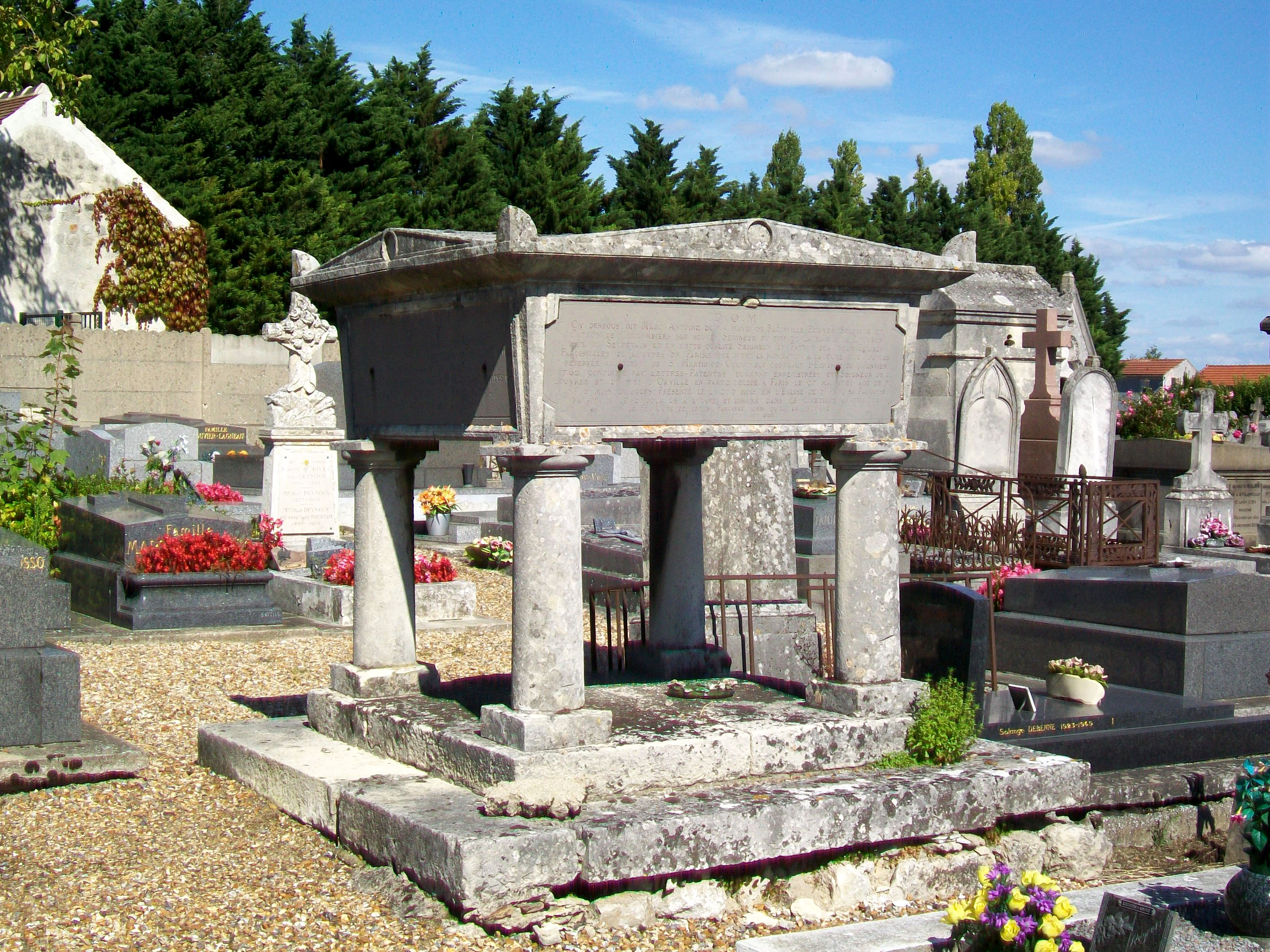
Le mausolée des anciens seigneurs de Louvres, au cimetière, rue de Villeron.
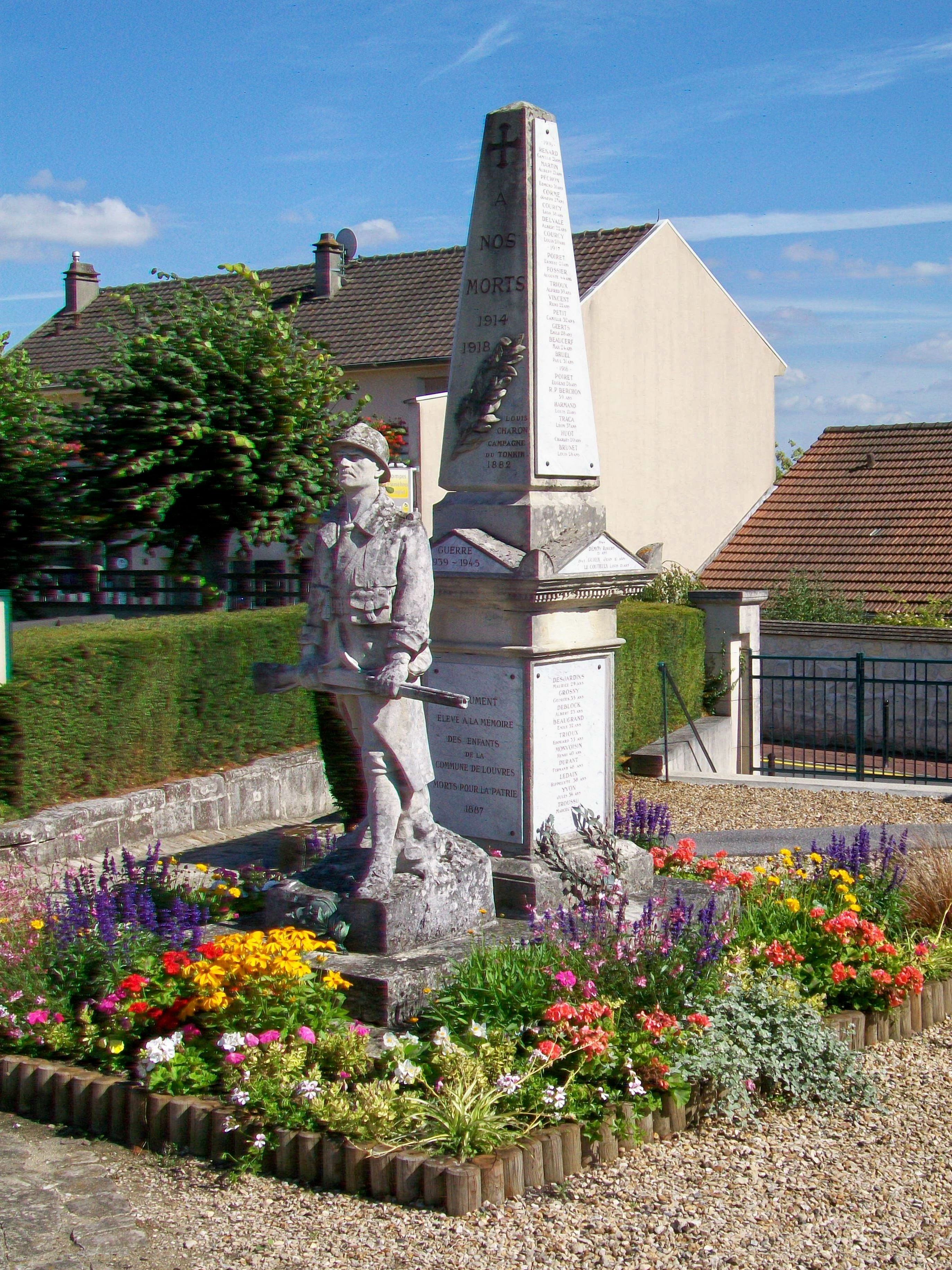
Le monument aux morts de 1887, avec statue de 1920, au cimetière, rue de Villeron.
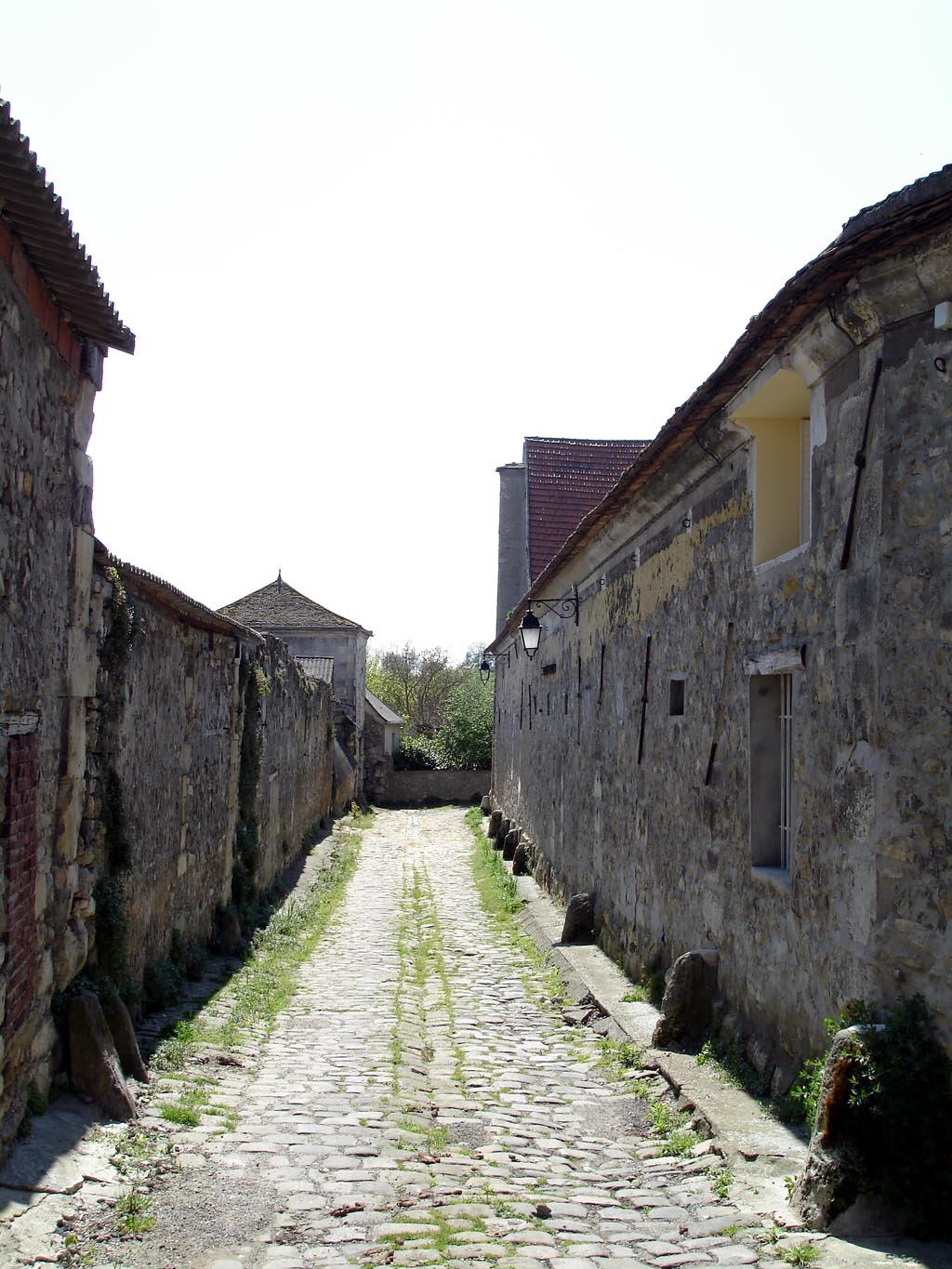
La rue du Milton ; à droite, la ferme de la rue aux Blés.
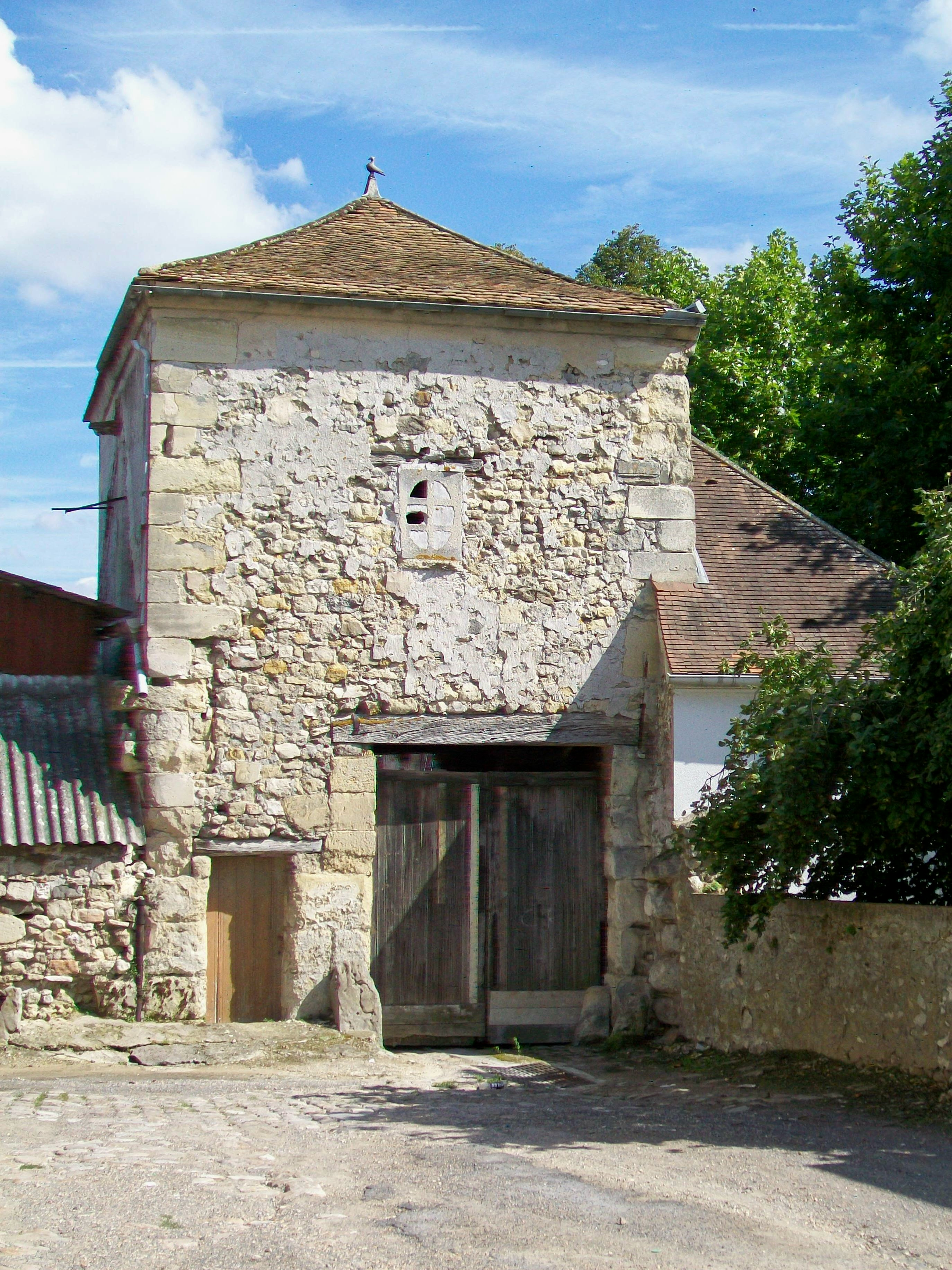
Le colombier-porche de la ferme 35 rue de Paris, rue du Milton.

- la fontaine publique de la place Vitelle, à l'est du vieux village : il existait sur la place agrémenté d'arbres un puits avec manège, réservoir, lavoir et abreuvoir. Seul le puits subsiste, équipé d'une pompe[62]. Cette grande pompe en fonte est montée sur une colonne carrée, faite de pierres de taille et de briques rouges ;
- l'abreuvoir de la rue de Paris, près de l'entrée sud du village, en contrebas de la rue à l'ouest : Le plan de cet abreuvoir a été dressé en 1749, mais il paraît qu'un abreuvoir ait existé en ce lieu depuis des temps immémoriaux. Jusqu'à la rectification du tracé de la grande route de Paris en 1805, la route était ici au même niveau que l'abreuvoir. L'entrée au bassin a été agrandie en 1843 par l'entrepreneur Poiret. Il est pavé et entouré d'un mur en grosses pierres d'appareil, et ses dimensions sont particulièrement importantes. De ce fait, cet abreuvoir est aujourd'hui unique dans la région.

L'appellation de gué est courante en pays de France et vient de la similitude avec l'entrée dans un gué, où les chevaux et bœufs pouvaient se rafraîchir après le labour des champs. En effet, le gué servait aussi de pédiluve ou égayoir. L'eau provenait de la source Saint-Justin, plus haute dans la même rue, mais le bassin est aujourd'hui à sec. Restent en place deux auges remplis d'eau à la limite sud du bassin ;
- la croix Saint-Justin, rue de Paris, à l'extrémité sud de la rue où cette dernière rencontre la RD 317 (déviation de Louvres) : Le lieu du monument a été choisi en fonction d'une légende, selon laquelle un garçon de neuf ans aurait été assassiné en cet endroit par des soldats romains au IVe siècle, en raison de sa foi chrétienne. Ce martyr du nom Justin est devenu le saint patron de Louvres. Une source de l'autre côté de la rue, un peu plus en bas vers le village, porte également son nom[64]. - La croix en pierre est placée en haut d'un talus, où conduisent une dizaine de marches. Elle date du début du XXe siècle et est l'œuvre du sculpteur Yvon Chrétien et du graveur Yvon Gabriel. Le socle de la croix est sculpté de fleurs et orné d'un médaillon à l'effigie de saint Justin. Les deux plaques de marbre portent les noms de soixante-deux soldats originaires de Louvres morts pour la France lors de la Première Guerre mondiale[65] ;
- le site de fouilles archéologiques du château d'Orville, chemin d'Orville - chemin vicinal ordinaire no 4 de Goussainville à Louvres. Ce château médiéval a probablement été reconstruit après 1385 à la suite d'une autorisation royale accordée au seigneur d'Orville, par Charles VI, pour « fortifier de murs et de fossés sa maison d'Orville ». Après la prise du château par les Anglais en 1437, lors de la guerre de Cent Ans, il est repris par les troupes françaises l'année suivante et détruit afin d'empêcher les Anglais de s'y réinstaller. Tout vestige extérieur en avait disparu avant le début des fouilles qui commencent en 2000. Sur le site, il est possible de voir une partie des fortifications remises au jour, le pilier du pont-levis, les traces de l'ancien logis et les anciennes douves. On y trouve aussi trois constructions reconstituées en archéologie expérimentale : une cabane, un bâtiment semi-excavé et un grenier du haut Moyen Âge, correspondant à un village situé sur le site à l'époque carolingienne. Le site du château d'Orville est accessible lors des journées européennes du patrimoine ou à l'occasion de visites organisées par le musée Archéa. Le musée présente également les principaux objets issus de la fouilles[66].

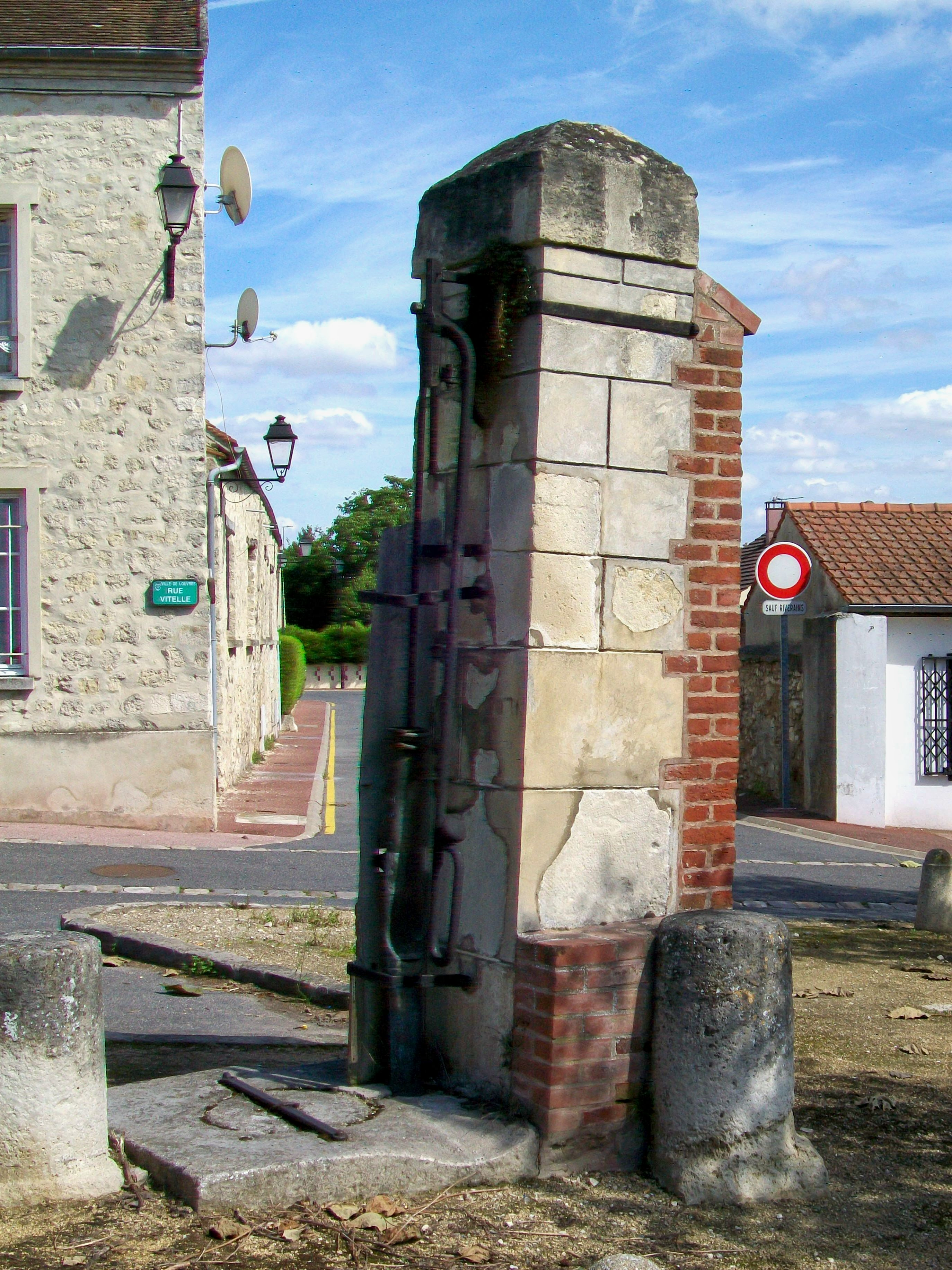
Fontaine publique avec pompe, place Vitelle, à l'est du bourg.
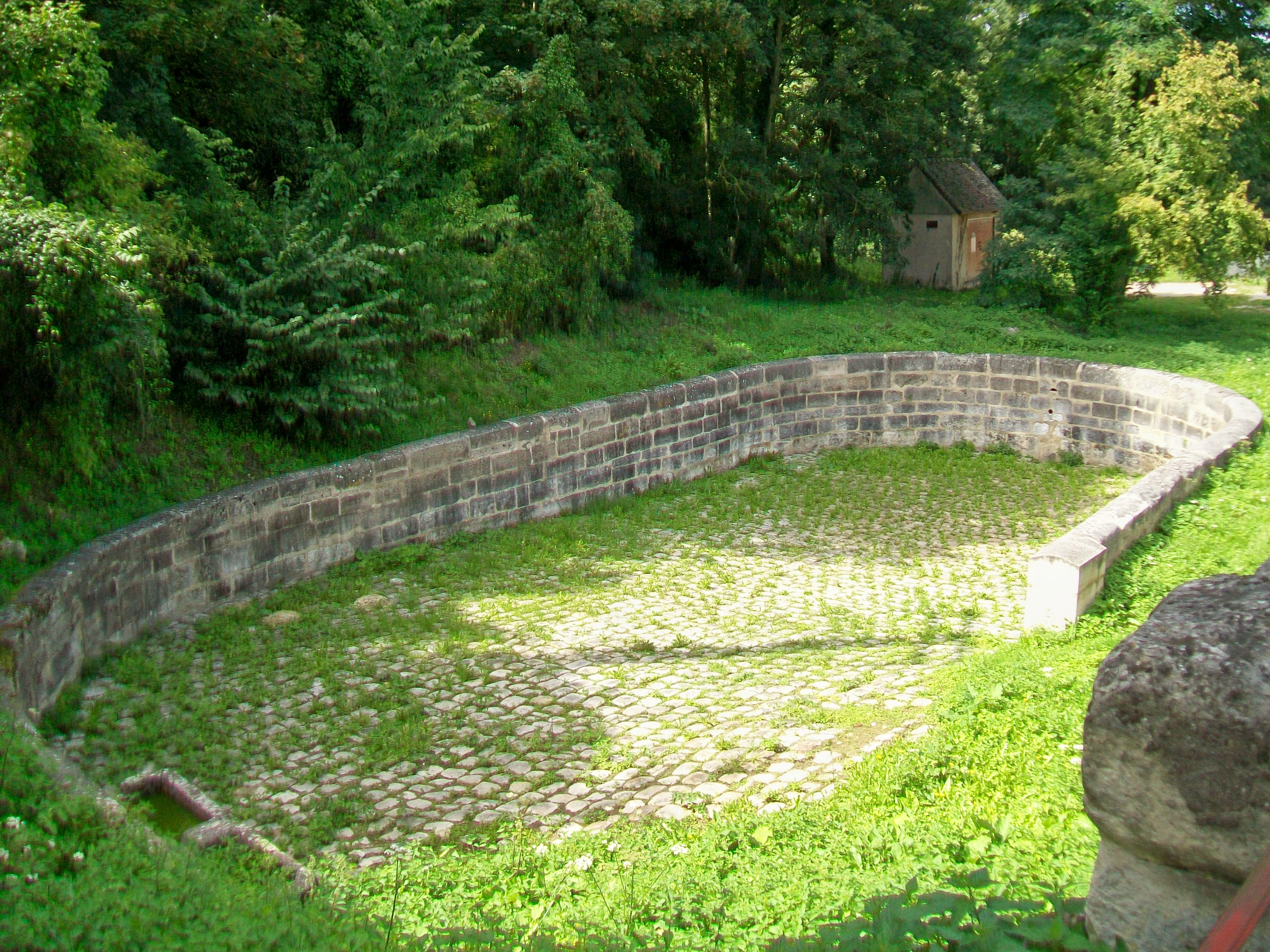
Le vieux « gué », abreuvoir reconstruit en 1843, rue de Paris.
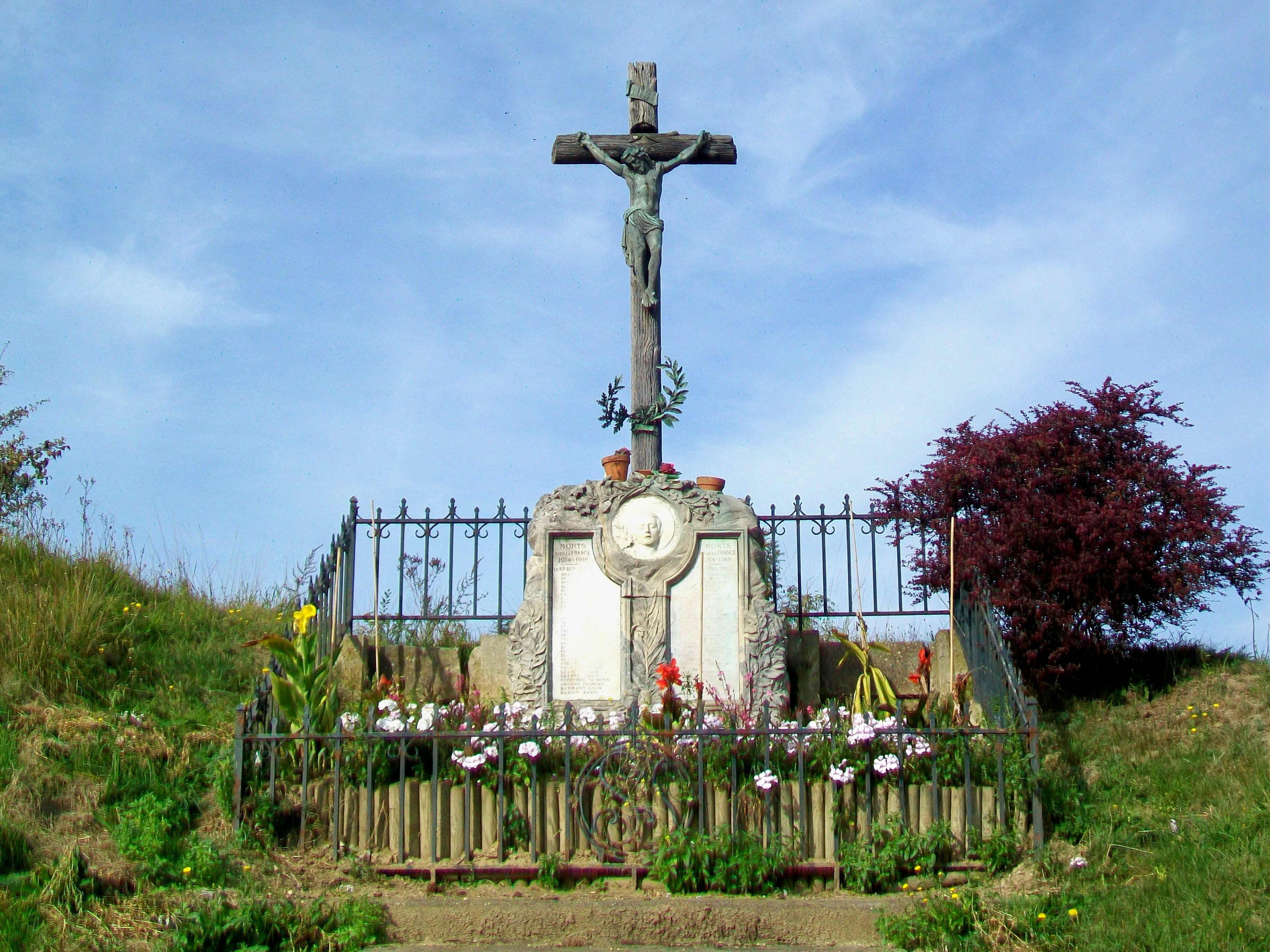
La croix Saint-Justin avec monument aux morts ; à la sortie sud du bourg.
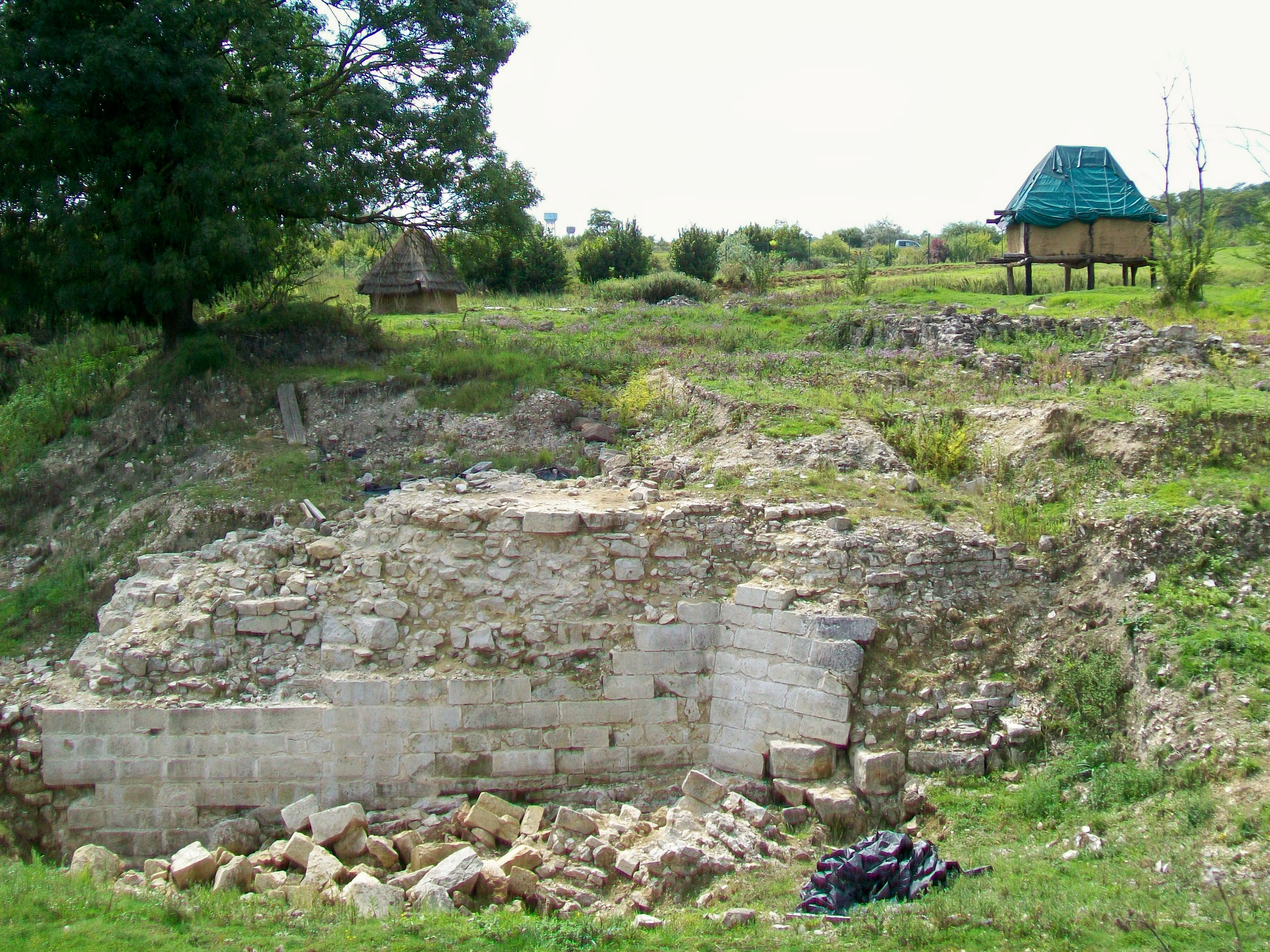
Fouilles du château d'Orville, du Moyen Âge, détruit en 1438 ; chemin d'Orville.
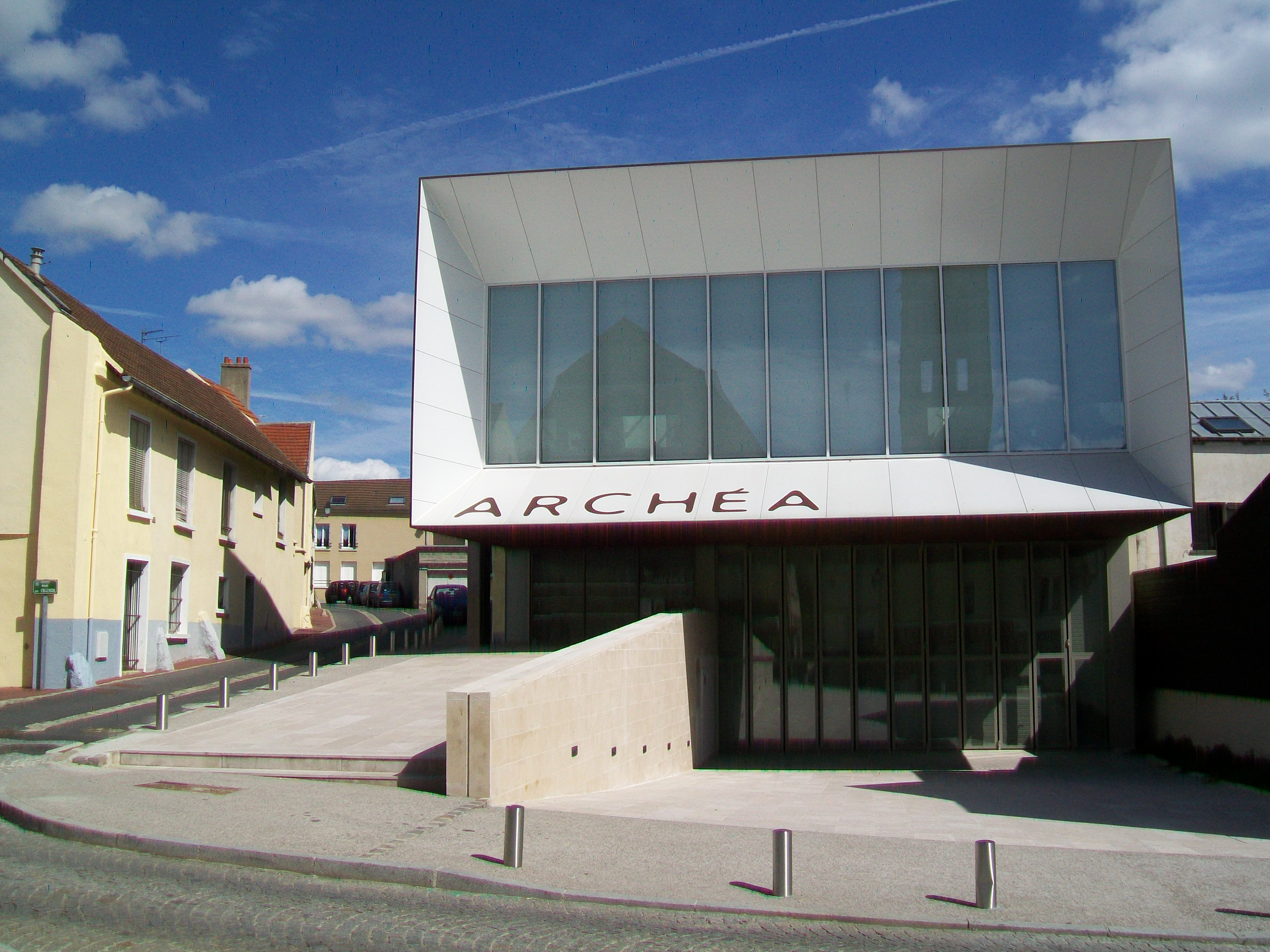
Le musée Archéa, musée archéologique du pays de France, rue de Paris.

- musée Archéa

Le musée Archéa, 56 rue de Paris : musée d'archéologie du pays de France, présentant près de 750 objets issus de 87 campagnes de fouilles menées pour l'essentiel à partir des années 1970. Archéa, ouvert le 10 septembre 2010, est issu de l'ancien musée intercommunal d'histoire et d'archéologie ouvert dans la tour Saint-Rieul en 1979. L'architecte du nouveau bâtiment est Bruno Pantz. Sont couverts toutes les époques de la Préhistoire jusqu'à l'époque moderne, et toutes les facettes de la vie humaine dans ce territoire de l'est du Val-d'Oise. :L'exposition permanente consiste en une salle d'introduction puis une grande salle à l'étage comprenant un parcours chronologique puis un parcours thématique. Cette exposition est agrémentée de plusieurs maquettes reconstituant de différentes formes d'exploitations agricoles au fil des siècles, des illustrations, des vidéos présentant des sites et des métiers de l'archéologie ainsi que des éléments à manipuler. La salle du rez-de-chaussée est réservée aux expositions temporaires, dont la portée dépasse le domaine de l'archéologie locale. Le musée dispose également d'un centre de documentation, d'une salle de projection et d'une salle d'animation. Un programme de manifestations est proposé tout au long de l'année. Par ailleurs, le musée abrite près de 300 m2 de réserves.

### Personnalités liées à la commune
- Christopher Wooh (2001- ), footballeur international camerounais, qui possède également la nationalité française, et qui depuis 2022, évolue au poste de défenseur central au Stade rennais FC, est né à Louvres.

### Louvres et la littérature
Le comte de Monte-Cristo passe par Louvres dans le roman d'Alexandre Dumas « Et le pauvre cheval reprit le trot enragé qu’il avait suivi depuis la barrière, et arriva tout fumant à Louvres. ».

### Héraldique
| Blason de Louvres | Blason  | De sinople au lion d'argent, armé et lampassé de gueules.              |
| Blason de Louvres | Détails | Inspiré des armes de la famille d'Orville. Adopté par la municipalité. |